# Juan Pedro Arremón
Juan Pedro Arremón (Montevideo, 8 de febrero de 1899 - Ibídem, 15 de junio de 1979), fue un futbolista uruguayo. Jugó durante muchos años de delantero tanto en el Club Atlético Peñarol como en la selección nacional de Uruguay. 

## Trayectoria
Su primera aparición con la camiseta de Peñarol fue el 22 de septiembre de 1918, en un amistoso en Las Acacias, victoria aurinegra 6-0 ante Melo FC. 
Debutó de forma oficial el 11 de julio de 1920, en la victoria 4 a 0 ante Uruguay Onward por la Copa de Honor. Volvería a aparecer el 5 de septiembre de 1920, por la Copa León Peyrou, en la victoria 1 a 0 ante Dublin y el 7 de noviembre de ese mismo año debutaría en el Campeonato Uruguayo en el empate 0-0 ante Reformers, jugado en Las Acacias.
Se retiró en 1936, siendo su último partido en Peñarol el 18 de julio de ese mismo año, ante Bella Vista. Posteriormente, ese mismo año pasó a ser el ayudante técnico del entrenador mirasol Athuel Velázquez.

## Selección nacional
Ha sido internacional con la Selección de fútbol de Uruguay en 14 oportunidades marcando un gol. Como máximo galardón, formó parte de la delegación que se consagraría campeona olímpica en Ámsterdam 1928.

### Participaciones en Juegos Olímpicos
| Juegos Olímpicos         | Sede      | Resultado |
| ------------------------ | --------- | --------- |
| Juegos Olímpicos de 1928 | Ámsterdam | Campeón   |

### Participaciones en Copa América
| Torneo                       | Sede      | Resultado  | Partidos | Goles |
| ---------------------------- | --------- | ---------- | -------- | ----- |
| Campeonato Sudamericano 1927 | Perú      | Subcampeón | 3        | 1     |
| Campeonato Sudamericano 1929 | Argentina | 3° lugar   | 1        | 0     |

## Clubes

### Como jugador
| Club    | País    | Año         |
| ------- | ------- | ----------- |
| Peñarol | Uruguay | 1918 - 1936 |

## Como entrenador
| Club    | País    | Año  |
| ------- | ------- | ---- |
| Peñarol | Uruguay | 1943 |

## Palmarés

### Torneos nacionales
| Título                        | Club    | País    | Año  |
| ----------------------------- | ------- | ------- | ---- |
| Campeonato Uruguayo           | Peñarol | Uruguay | 1918 |
| Campeonato Uruguayo           | Peñarol | Uruguay | 1921 |
| Torneo de la FUF              | Peñarol | Uruguay | 1924 |
| Torneo del Consejo Provisorio | Peñarol | Uruguay | 1926 |
| Campeonato Uruguayo           | Peñarol | Uruguay | 1928 |
| Campeonato Uruguayo           | Peñarol | Uruguay | 1929 |
| Campeonato Uruguayo           | Peñarol | Uruguay | 1932 |
| Campeonato Uruguayo           | Peñarol | Uruguay | 1935 |
| Campeonato Uruguayo           | Peñarol | Uruguay | 1936 |

### Torneos internacionales
| Título                   | Club (*)           | País    | Año  |
| ------------------------ | ------------------ | ------- | ---- |
| Cup Tie Competition      | Peñarol            | Uruguay | 1916 |
| Copa de Honor Cusenier   | Peñarol            | Uruguay | 1918 |
| Copa Aldao               | Peñarol            | Uruguay | 1928 |
| Medalla de Oro (JJ. OO.) | Selección Uruguaya | Uruguay | 1928 |

(*) Incluyendo la selección